# 艾伦·扬

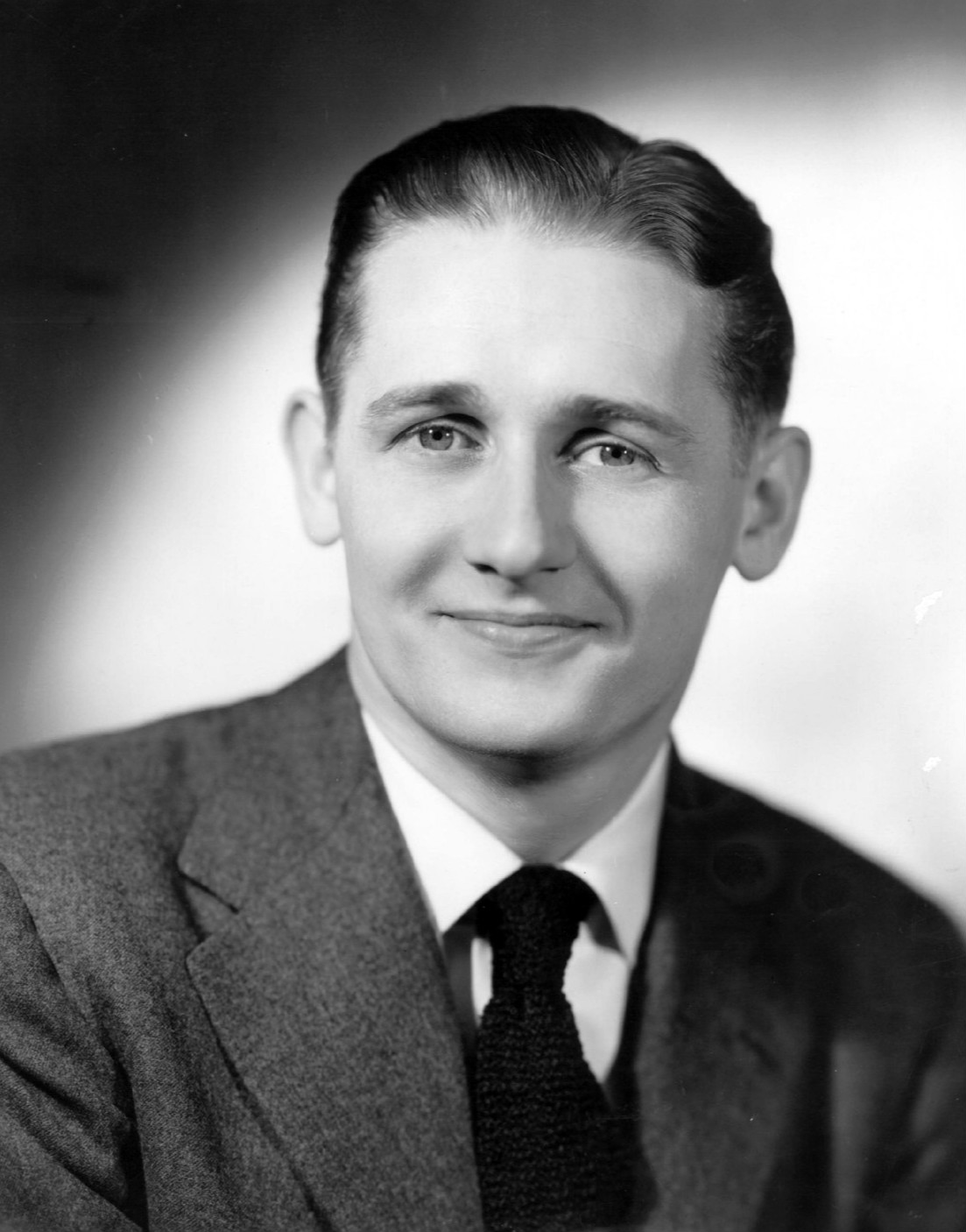
艾伦·扬

艾伦·扬（Alan Young，1919年11月19日—2016年5月19日）是一位加拿大演员。
艾伦·扬生于英国諾森伯蘭郡，父母都是苏格兰人。他很小時候全家就搬到了苏格兰爱丁堡，六岁时又移民加拿大西溫哥華。 他在第二次世界大战期间加入加拿大皇家海军。 
他曾為华特迪士尼公司的角色史高治·麦克达克配音超过40年。他還在幻遊未來世界中亮相。他曾於1951年赢得两项黃金時段艾美獎。